# Tilbe Şenyürek
Tilbe Şenyürek (Syhan, 26 aprile 1995) è una cestista turca.

## Carriera
Con la Turchia ha disputato i Giochi olimpici di Rio de Janeiro 2016, due edizioni dei Campionati mondiali (2014, 2018) e tre dei Campionati europei (2015, 2017, 2019).